# ISTAF Berlin 2009
L'ISTAF Berlin 2009 è stata la 68ª edizione dell'annuale meeting di atletica leggera e si è svolta, come di consueto, all'Olympiastadion di Berlino, dalle ore 12:00 alle 17:00 UTC+2 del 14 giugno 2009. Il meeting è stato anche la prima tappa della Golden League 2009.

## Programma
Il meeting ha visto lo svolgimento di 16 specialità, 9 maschili e 7 femminili: di queste, 5 maschili e altrettante femminili erano valide per la Golden League. Oltre a queste, erano inserite in programma altre competizioni riservate a studenti e ad atleti delle categorie giovanili, assieme a serie ulteriori (B e C) di alcune gare di velocità.
| # | Orario | Specialità             |
| - | ------ | ---------------------- |
| 1 | 12:50  | Lancio del disco       |
| 2 | 14:55  | Salto in lungo         |
| 3 | 15:05  | 400 m piani            |
| 4 | 15:15  | 1500 m piani           |
| 5 | 15:20  | Lancio del giavellotto |
| 6 | 15:50  | 100 m piani            |
| 7 | 16:10  | 5000 m piani           |
| 8 | 16:30  | 110 m hs               |
| 9 | 16:40  | 4×100 m                |

| # | Orario | Specialità       |
| - | ------ | ---------------- |
| 1 | 13:00  | Getto del peso   |
| 2 | 14:35  | Salto con l'asta |
| 3 | 14:45  | Salto in alto    |
| 4 | 15:30  | 100 m hs         |
| 5 | 15:40  | 400 m piani      |
| 6 | 16:00  | 100 m piani      |
| 7 | 16:50  | 4×100 m          |

## Risultati
Di seguito i primi tre classificati di ogni specialità.

### Uomini
| Specialità             | 1º classificato        | Prestazione | 2º classificato     | Prestazione | 3º classificato  | Prestazione |
| 100 m                  | Daniel Bailey          | 10"03       | Simeon Williamson   | 10"13       | Marc Burns       | 10"15       |
| 400 m                  | Chris Brown            | 45"61       | Gary Kikaya         | 45"68       | Michael Mathieu  | 45"92       |
| 1500 m                 | Augustine Choge        | 3'29"47     | Haron Keitany       | 3'30"20     | William Biwott   | 3'32"34     |
| 5000 m                 | Kenenisa Bekele        | 13'00"76    | Abraham Chebii      | 13'01"08    | Micah Kogo       | 13'01"30    |
| 110 m hs               | Dexter Faulk           | 13"18       | Ryan Wilson         | 13"21       | David Payne      | 13"22       |
| Salto in lungo         | Godfrey Khotso Mokoena | 8,33 m      | Loúis Tsátoumas     | 8,15 m      | Ndiss Kaba Badji | 8,05 m      |
| Lancio del disco       | Gerd Kanter            | 67,88 m     | Piotr Małachowski   | 67,70 m     | Robert Harting   | 66,17 m     |
| Lancio del giavellotto | Tero Pitkämäki         | 86,53 m     | Andreas Thorkildsen | 85,48 m     | Igor Janik       | 83,52 m     |
| 4×100 m                | Gran Bretagna          | 38"52       | Germania            | 38"79       | Francia          | 39"08       |

In grassetto le specialità valide per il jackpot della Golden League
     Atleti ancora in corsa per il jackpot della Golden League dopo questo meeting

### Donne
| Specialità       | 1ª classificata  | Prestazione | 2ª classificata        | Prestazione | 3ª classificata             | Prestazione |
| 100 m            | Kerron Stewart   | 11"00       | Stephanie Durst        | 11"15       | Sheri-Ann Brooks            | 11"18       |
| 400 m            | Sanya Richards   | 49"57       | Amantle Montsho        | 50"94       | Julija Guščina              | 51"10       |
| 100 m hs         | Damu Cherry      | 12"76       | Delloreen Ennis-London | 12"98       | Lacena Golding-Clarke       | 13"00       |
| Salto in alto    | Ariane Friedrich | 2,06 m      | Blanka Vlašić          | 2,03 m      | Marina Aitova               | 1,93 m      |
| Salto con l'asta | Elena Isinbaeva  | 4,83 m      | Monika Pyrek           | 4,78 m      | Fabiana Murer Anna Rogowska | 4,68 m      |
| Getto del peso   | Nadine Kleinert  | 19,39 m     | Natallja Michnevič     | 19,26 m     | Chiara Rosa                 | 19,15 m     |
| 4×100 m          | Gran Bretagna    | 43"18       | Germania               | 43"28       | Team internazionale         | 43"91       |

In grassetto le specialità valide per il jackpot della Golden League
     Atlete ancora in corsa per il jackpot della Golden League dopo questo meeting